# Tem chết

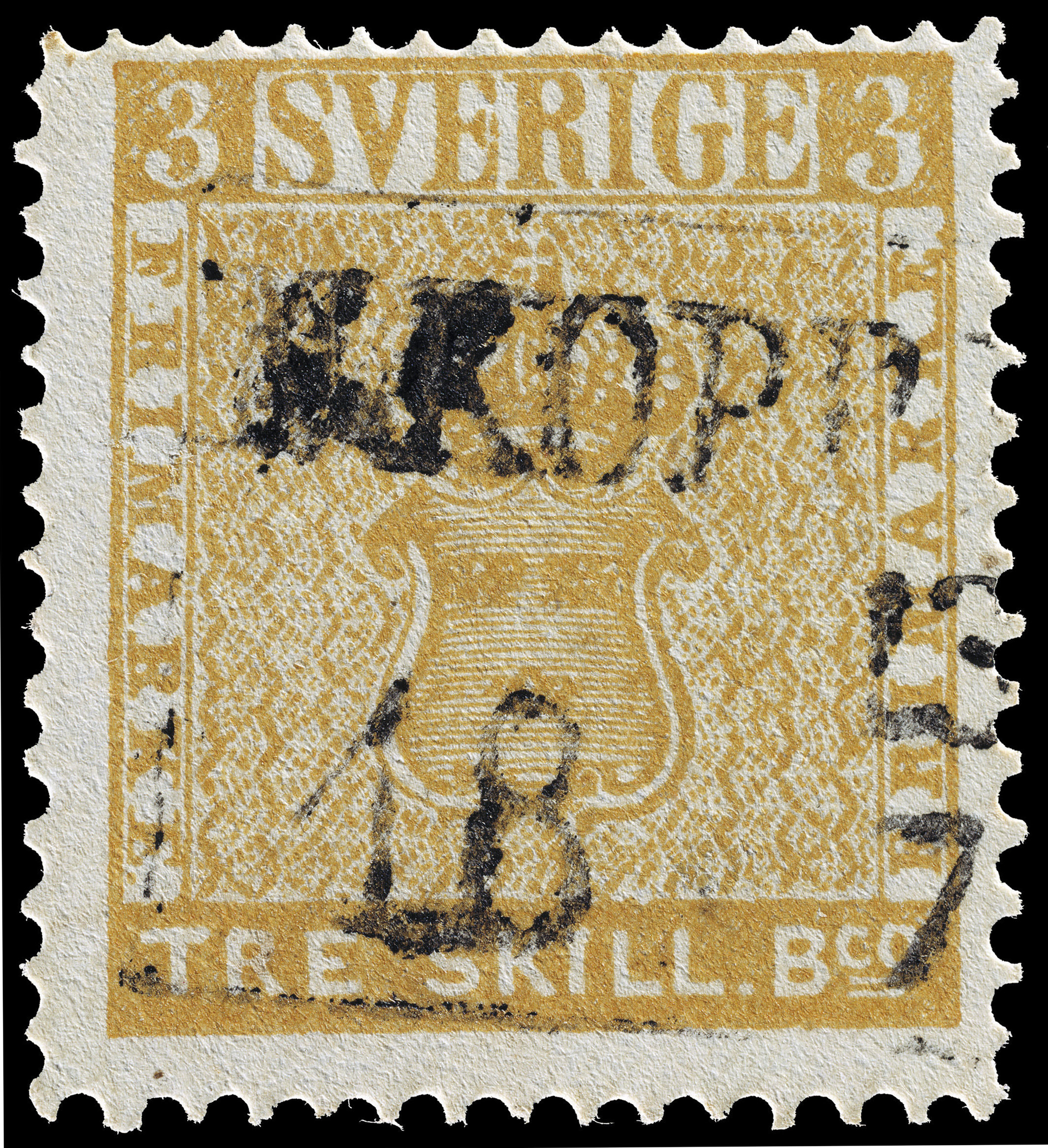
Con tem 3 skilling vàng, là một con tem chết thực, đắt giá nhất thế giới.

Tem chết là những tem thư đã được đóng dấu hay bị hủy và không còn giá trị thanh toán bưu chính, chỉ còn chức năng sưu tập. Có nhiều loại tem chết nhưng có hai loại chính sau đây:
- Tem chết thực là những tem được bóc ra khỏi phong bì sau khi chúng đã hoàn thành nghĩa vụ bưu chính của một con tem và đã được bưu điện đóng dấu hủy trên đó. Loại này thường khó kiếm đủ bộ nhưng giá trị cao hơn loại sau.
- Tem chết hủy theo yêu cầu (hay còn gọi là tem CTO - Cancelled To Order) là những con tem được công ty tem hủy bằng máy và bán cho người sưu tập ít tiền. Tem CTO không có giá trị cao trên thị trường và thường được các trẻ em ưa chuộng. Đặc biệt là rất dễ kiếm đủ bộ tem.

Ngoài hai loại này ra còn có tem chết theo kiểu hủy sẵn, hay được hủy bằng tia cực tím khi đi qua các máy phân loại thư.